# 醫療衛生配給
醫療衛生配給（英語：Health care rationing）是指分配醫療衛生資源（即配給）的機制。

## 就醫療衛生整體

### 美國
美國的醫療衛生配給，除了政府的計劃如聯邦醫療保險（Medicare）、聯邦醫療補助、退伍軍人醫療管理局（Veterans Affairs）、和印第安人醫療服務等之外，其他大部分是通過市場機制完成。大多數美國人擁有私人醫療保險，對於非緊急性質的醫療衛生服務的配給，是取決於：
1. 保險公司，或者政府保險機構願意支付的費用
2. 患者願意支付的費用（但是美國醫療衛生的價格通常不透明）
3. 醫療機構願意做慈善護理（英语：charity care）的的能力和意願。

在1986年頒布的《緊急醫療和積極勞動法》，要求任何獲得Medicare經費，設備齊全的醫院（包括幾乎所有私立醫院）都應對患者提供緊急醫療服務，無論他們的國籍、移民身份、或者支付能力。政府還對保單條件提出規範，要求涵蓋特定項目，並控制投保者所需的資格，以及可向他們收取哪些費用。 2010年《患者保護與平價醫療法案》（PPCA，ACA， 或Obamacare）對法規做了更多修改，包括史上第一次要求所有美國人都購買醫療保險的規定（從2014年開始），這個改革對於醫療衛生資源（包括預防醫學）配給的決定方式，產生重大的影響。

### 英國
在英國，國家醫療衛生卓越研究所（NICE）為由政府提供經費和運營的國民保健署（NHS）訂立覆蓋範圍的要求。 NICE根據質量調整壽命年（QALY）計算出的遞增成本效果比值。一個單位的 QALY ，若治療成本低於20,000英鎊，則被認為具有成本效益，但是一個單位的QALY ，若治療成本超過 30,000英鎊，很少會獲得批准。有經濟能力的人可在NHS 之外取得私人治療，但是低收入的人大部分是透過NHS 獲得平等的醫療衛生服務。政府為 NHS提供經費的總額數字，在英國是一個政治議題。對地方性的服務資源分配，則由醫療委員會小組做決策。
隨著NHS的財務壓力日增，各地組織必須採取更多的措施來限制肥胖症患者和吸菸接受非緊急手術。為節省經費，對於符合規定的患者，體外人工受精從原來三個週期減少到只有一個週期。僅在特殊情況下才會為女性做絕育手術；對於大多數需要無麩質飲食的患者，不予以開立處方；除非在特殊情況下，否則不開立非處方藥。
2006年，辦公室設在克羅伊登的NHS primary care trust（NHS體制下的單位，在2013年被裁撤，由醫療委員會小組（clinical commissioning groups）接手列出34種臨床效果有限的療程清單，在英國NHS系統裡面廣泛流傳。有些療程大致是作美容用途，另外有療程對於患者沒有實質的功效。醫療衛生組織倫敦健康觀測台的估計，這些療程花費佔臨床醫療護理成本的3％至10％，這些些資源應可更有效的利用。NHS在2018年6月發布類似的清單。建議僅在特殊情況下才可做-矯正打鼾手術，治療月經大量出血的擴張和刮除手術，對骨關節炎進行膝關節鏡檢查，以及對非特異性背痛做注射。對做下列手術，需要具體的治療資格：
- 乳房縮小手術
- 割除良性皮膚病變
- 為分泌性中耳炎（俗稱膠耳）裝置耳管
- 為治療喉嚨痛而做的扁桃腺切除手術（英语：Tonsillectomy）
- 痔瘡手術
- 為治療月經大量出血而做的子宮切除術
- 去除霰粒腫手術
- 利用關節鏡下肩峰成形術治療肩峰下滑黏液囊炎
- 腕隧道症候群治療手術
- 迪皮特朗攣縮症（英语：Dupuytren's contracture）治療手術
- 神經節切除術-去除手腕或手上的非癌性腫塊
- 扳機指治療手術
- 靜脈曲張去除手術

每年約有100,000名這類的患者會受到影響，節約的經費達到2億英鎊。
另請參閱 NHS治療黑名單。

## 器官及醫療器械短缺
在美國，由於供器官移植器官捐贈不足，導致心臟、肝臟、肺臟、和腎臟需透過非營利組織器官捐贈聯合網絡的協調，來做配給。在1940年代，小兒麻痺症患者，由於負壓呼吸器（俗稱鐵肺）供應有限，迫使醫師要做配給使用。1962年至1967年間，提供給腎功能衰竭患者使用的透析設備，也必須配給使用。最近的一次，是Tia Powell在2007年所領導的紐約州工作小組，為流感大流行期間，制定呼吸器配給使用的指南。支持醫療衛生資源配給的人之中，包括有倫理哲學家彼得·辛格和前俄勒岡州州長約翰·基茨哈伯。